# Monique Garbrecht-Enfeldt
Monique Garbrecht-Enfeldt, geb. Garbrecht, (* 11. Dezember 1968 in Potsdam) ist eine ehemalige deutsche Eisschnellläuferin, gelernte Physiotherapeutin und Werbekauffrau, die für den Berliner TSC gestartet ist.
Monique Garbrecht verbrachte ihre Kindheit in Kleinmachnow bei Berlin. Nach dem Umzug mit ihren Eltern Erika und Peter Garbrecht nach Halle entdeckte sie 1979 den Eisschnelllauf und machte bereits in der ersten Saison so große Fortschritte, dass sie im Trainingszentrum Halle aufgenommen wurde. Im nächsten Jahr wurde sie zum Berliner TSC delegiert und in die Kinder- und Jugendsportschule „Ernst Grube“ des Berliner TSC aufgenommen. Am 1. Juli 2000 heiratete sie ihren Manager Magnus Enfeldt.
In ihrer Karriere wurde sie fünfmal Sprintweltmeisterin (1991, 1999, 2000, 2001 und 2003), zweimal Weltmeisterin über 500 m (2000 und 2003) und zweimal Weltmeisterin über 1000 m (2000 und 2001). Bei den Olympischen Spielen gewann sie in Albertville eine Bronzemedaille über 1000 m und in Salt Lake City eine Silbermedaille über 500 m. Sie stellte während ihrer Laufbahn vier Weltrekorde auf. Dafür wurde sie am 6. Mai 2002 mit dem Silbernen Lorbeerblatt ausgezeichnet.
Am 1. Dezember 2005 erklärte Monique Garbrecht-Enfeldt ihren Rücktritt vom aktiven Leistungssport.